# Azinhavre

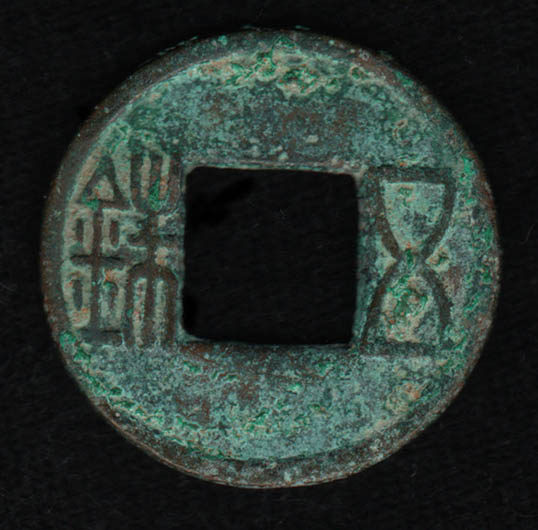
Moeda da Dinastia Han exibindo azinhavre

Azinhavre, zinabre, azebre, cardenilho ou verdete  é a camada de cor verde resultante da oxidação do cobre ou ligas que contêm cobre, como o latão.
Fórmula: 2Cu(s) + O2(g) + H2O(g) + CO2(g)→ Cu2(OH)2CO3(s) (Azinhavre ou Diidróxicarbonato de Cu-II).
O cobre e as ligas metálicas que contêm cobre, como por exemplo o latão ou o bronze, quando expostas ao ar, contendo oxigénio, lentamente se oxidam, ficando cobertas por uma pátina de cor azul esverdeada.